# 1820 en Italie
Chronologie de l'Italie
- 1816
- 1817
- 1818
- 1819
- 1820
- 1821
- 1822
- 1823
- 1824

## Événements

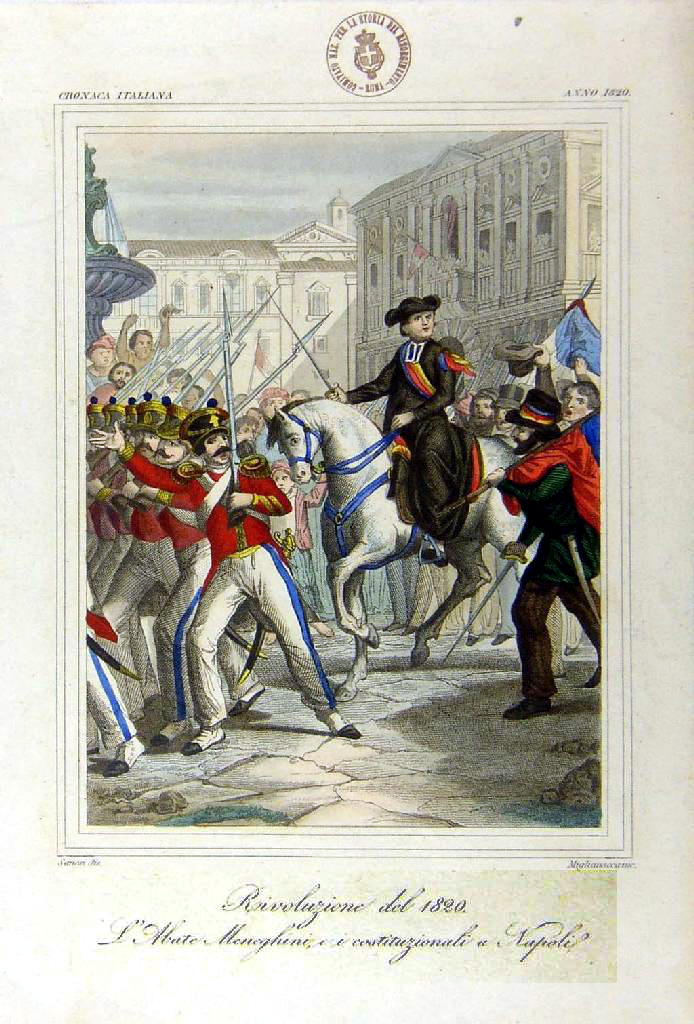
Entrée de Luigi Minichini avec les autres constitutionnalistes à Naples.

- 9 juillet : insurrection militaire des Carbonari (sociétés secrètes libérales partisane de l’unification de l’Italie) dans le royaume de Naples (Nola, Avellino et Naples). La révolte de Nola oblige Ferdinand Ier à accorder une constitution libérale au royaume de Naples (13 juillet) et prendre pour Premier ministre le chef de l’insurrection, le général Guglielmo Pepe (1783-1855)[1].
- 20 octobre - 20 décembre : congrès de Troppau réunissant les Alliés de la Sainte-Alliance pour proposer un règlement à la question italienne. Metternich obtient que ses membres interviennent militairement dans les pays dont les régimes seraient en contradiction avec ses principes[2]. Le pape défend le principe de légitimité face aux mouvements insurrectionnels d'Espagne et de Naples et approuve les interventions des forces de la Sainte-Alliance.

## Culture

### Opéras créés en 1820
- 14 novembre : création de Margherita d'Anjou, opéra en deux actes de Giacomo Meyerbeer, livret de Felice Romani[3], au Teatro alla Scala de Milan.
- 26 décembre : Fedra, opéra (melodramma serio) en deux actes de Giovanni Simone Mayr, livret de Luigi Romanelli, d'après Phèdre de Jean Racine, créé au Teatro alla Scala de Milan.

## Naissance en 1820
- 20 février : Nicola Palizzi, peintre connu pour ses paysages. († 20 septembre 1870)
- 4 mars : Francesco Bentivegna, patriote italien du Risorgimento, protagoniste de la révolte contre les Bourbons en Sicile. († 20 décembre 1856)
- 7 mars : Emilio Faà di Bruno, militaire, capitaine de vaisseau de première classe, qui a servi dans la Marine royale pendant la troisième guerre d'indépendance italienne, commandant du cuirassé Re d'Italia (it) avec lequel il prend part à la bataille de Lissa, au cours de laquelle il trouve la mort[4]. († 20 juillet 1866)
- 14 mars : Victor-Emmanuel II, prince de la maison de Savoie, duc de Savoie, roi de Sardaigne, puis premier roi d'Italie de 1861 jusqu'à sa mort. († 9 janvier 1878)
- 16 mars : Enrico Tamberlick, chanteur d‘opéra (ténor). († 14 mars 1889)
- 22 mars : Luigi Basile Basile, 69 ans, magistrat et homme politique italien, patriote de l'unité italienne. († 21 décembre 1889)
- 9 avril : Angelo Anelli, écrivain et librettiste du teatro alla Scala de 1799 à 1817, en se spécialisant dans le genre opera buffa. (° 1er novembre 1761).
- 4 août : Pellegrino Artusi, critique littéraire, écrivain et gastronome. († 30 mars 1911)
- 9 septembre : Giacomo Zanella, prêtre, universitaire, professeur de littérature italienne à l'université de Padoue, écrivain et poète, considéré comme l'un des plus grands poètes lyriques de Vénétie. († 17 mai 1888)
- 15 septembre : Giuseppe Scarabelli, géologue, paléontologue et homme politique, sénateur du royaume d'Italie, membre de l’Académie des Lyncéens. († 28 octobre 1905)
- 2 novembre : Angelo Messedaglia, universitaire, économiste, professeur à l’université de Rome « La Sapienza » et homme politique, député du royaume d'Italie de 1865 à 1886. († 5 avril 1901)
- 14 novembre : Lodovico Graziani, chanteur lyrique (ténor). († 15 mai 1885)
- 29 novembre : Marie-Caroline de Bourbon-Siciles, princesse de la Maison de Bourbon-Deux-Siciles et infante d'Espagne. († 14 janvier 1861)

- Fabio Borbottoni, peintre, connu notamment pour ses vedute urbaines de Florence. († 1902)

## Décès en 1820
- 6 février : Giovanni Battista Grazioli, 73 ans, compositeur, auteur d'un grand nombre d'œuvres de musique sacrée pour la voix et organiste de la Basilique Saint-Marc de Venise. (° 6 juillet 1746).
- 17 mai : Vincenzo Brenna, 72 ans, architecte, décorateur et peintre italo-suisse ayant accompli l'essentiel de sa carrière en Russie comme architecte attitré du tsar Paul Ier. (° 20 août 1745)
- 11 juillet : Florido Tomeoni, 65 ans, compositeur et auteur dramatique . (° 3 février 1755)
- 28 juillet : Filippo Gragnani, 51 ans, guitariste et compositeur. (° 3 septembre 1768).
- 28 novembre : Antonio Concioli, 81 ans, peintre, spécialisé dans les sujets religieux, actif surtout en Ombrie, dans les Marches et dans le Latium. (° 1739)

- Pietro Bonato, 55 ans, peintre et graveur de la période baroque. (° 1765).